# フェイルデンステークス
フェイルデンステークス（英: Feilden Stakes）はイギリスで行われる3歳の競走。
イギリスやヨーロッパのダービーを目指す馬がしばしば出走する。

## 概要
4月のニューマーケット競馬場のクレイヴン開催で行われている。
春の早い時期で、距離が1マイル1ハロン（約1811メートル）と、2000ギニーやその前哨戦よりも長い距離で行われることから、ダービーやオークスを目指す馬が出走する競走の一つである。
この競走からは、ヨーロッパ各地のクラシック戦線の活躍馬が出ている。1994年の出走馬エルハーブはその年のイギリスダービーに勝ち、2013年の本競走の優勝馬アンテロはフランスダービーを勝った。

## 歴史
この競走は1978年に始まった。当初はヒース・ステークス（Heath Stakes)の名称だった。
1982年に競走の名前はジェリー・フェイルデン記念ステークス、1987年にフェイルデンステークスに改称した。
2020年は新型コロナウイルス感染拡大の影響により開催取りやめとなった。

## 記録

### 最多勝騎手
2名が4勝で並んでいる。

### 最多勝調教師
- ヘンリー・セシル - 8勝。

### 歴代勝馬
- ＊印は日本輸入馬。（国際競走出走のための一時的なものも含む）

- 1978: Hawaiian Sound
- 1979: Ela-Mana-Mou
- 1980: Running Mill
- 1981: Kalaglow
- 1982: Ivano
- 1983: Zoffany
- 1984: Trojan Fen
- 1985: Les Arcs
- 1986: Flying Trio
- 1987: Legal Bid
- 1988: Kefaah
- 1989: Greenwich Papillon
- 1990: Lord of the Field
- 1991: Half a Tick
- 1992: Twist and Turn
- 1993: Placerville
- 1994: Cicerao
- 1995: Munwar
- 1996: Storm Trooper
- 1997: Fahris
- 1998: Border Arrow
- 1999: Golden Snake
- 2000: Pawn Broker

- 2001: Olden Times
- 2002: Playapart
- 2003: Magistretti
- 2004: Gold History
- 2005: Rocamadour
- 2006: Atlantic Waves
- 2007: Petara Bay
- 2008: Campanologist
- 2009: Redwood
- 2010: Rumoush
- 2011: Dordogne
- 2012: Stipulate
- 2013: Intello
- 2014: True Story
- 2015: Golden Horn
- 2016: Ventura Storm
- 2017: Khalidi
- 2018: Mildenberger
- 2019: Kick On
- 2021: Highland Avenue
- 2022: Eydon[5]
- 2023: Canberra Legend
- 2024: Jayarebe
- 2025: Almeric

※1999年はニューマーケット・ジュライコースで施行。1マイル110ヤード（1709メートル）。

## 競走名の由来

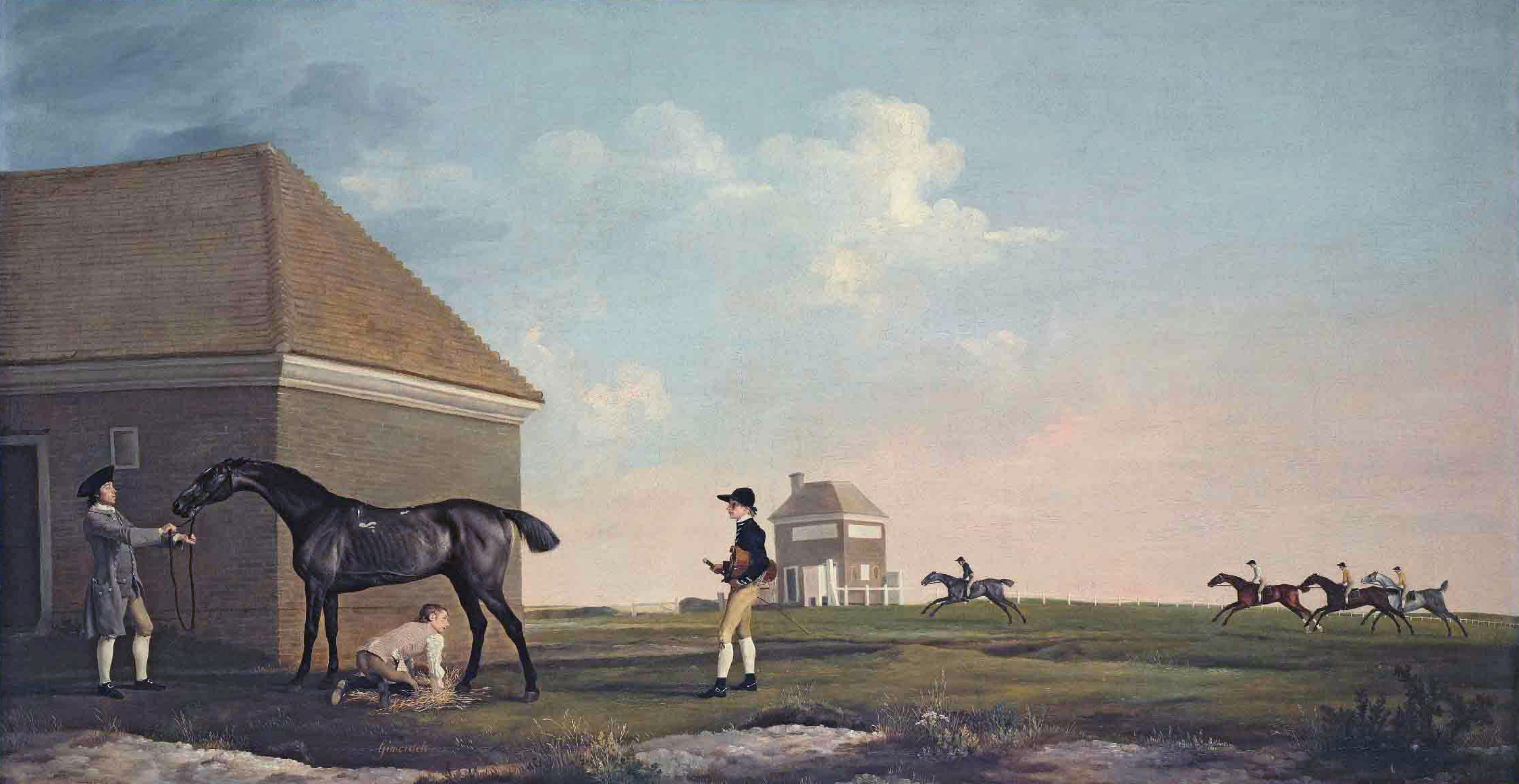
『ヒースのジムクラック』（1765年）では、厩舎の背後にニューマーケットのヒースが広がっている。

### ヒース
ヒース（Heath）とは、ニューマーケットの北西郊外の地域の地名である。
ヒースとはもともとはイングランド特有の荒野・原野を表す語で、ニューマーケットの町もこうしたヒース（原野）に囲まれていた。ニューマーケットは競馬の町として発展し、ヒースは競馬や調教、あるいは狩猟の舞台となった。そのうちに、ニューマーケットの郊外の西部地区は「ヒース地区（Heath)」と固有名詞で呼ばれるようになった。
現代のヒース地区の草原は長い年月をかけて人間の手で管理されており、原義の「ヒース」が指すような「原野・荒野」ではない。

### ジェリー・フェイルデン
競走名のフェイルデンとは、元陸軍少将のランドル・フェイルデン卿（Sir Randle Guy Feilden、1904-1981）のことである。フェイルデン卿は、ジョーッキークラブの会長（senior steward、先任筆頭理事、すなわち会長にあたる）や、共同競馬委員会（Joint Racing Board）の委員長を務め、フェイルデン卿は20世紀のイギリス競馬の運営と近代化を行なった。
なかでも特筆すべき功績は、1970年に、スポーツ団体としては初めて、イギリスのジョッキークラブが法人格（Royal Charter,Royal Chaterを受けた組織の一覧も参照）を獲得したことである。成立以来200年以上にわたって競馬に関する数々の紛争を調停し、問題に裁決を下してきたジョッキークラブだったが、それらの根拠は「先例」しかなく、何ら法的な根拠の無いものだった。もしもジョッキークラブの決定に対して不服の者が裁判にうってでた場合には、ジョッキークラブの主張の拠り所がない。フェイルデン卿の尽力によって、ジョッキークラブはエリザベス女王の国王大権に基づく法人格と公認を受け、これ以来、ジョッキークラブの決定には法的根拠が与えられることになった。
フェイルデン卿は1981年10月に亡くなったため、1982年から競走名がジェリー・フェイルデン記念ステークス（Gerry Feilden Memorial Stakes）と改められた。
1987年から競走名が短縮され、フェイルデンステークスになった。
なお、ニューベリー競馬場では障害戦の「ジェリー・フェイルデン障害（Gerry Feilden Hurdle、またはGerry Feilden Handicap Hurdle）」が行われている。